# Eleição municipal de Macaé em 2024
A eleição municipal da cidade de Macaé em 2024 ocorreu no dia 6 de outubro (primeiro turno) com o objetivo de eleger um prefeito, um vice-prefeito e 17 vereadores responsáveis pela administração da cidade no mandato a se iniciar em 1° de janeiro de 2025 e com término em 31 de dezembro de 2028. Como o município não possui 200 mil eleitores, a disputa foi realizada em turno único. O prefeito era Welberth Rezende, do Cidadania, eleito em 2020. Conforme a legislação eleitoral, Welberth esteve apto a disputar sua reeleição.
No primeiro turno, realizado em 6 de outubro, Welberth Rezende, candidato pelo Cidadania, foi reeleito com 111.953 votos (85,60% dos votos válidos), tendo em seguida Dr. Aluízio, candidato pelo PDT, que obteve 10.520 votos (8,04%). Para a Câmara Municipal, Cesinha com Todo Gás foi o vereador mais votado do município, com 5.476 votos (4,08% dos votos válidos).

## Calendário eleitoral
| Início        | Fim           | Atividades | Status    |
| ------------- | ------------- | --- | --------- |
| 7 de março    | 5 de abril    | Janela partidária para vereadores trocarem de partido visando concorrer às eleições sem perder o mandato. | Realizado |
| 6 de abril    | 6 de abril    | Data-limite para todas as legendas e federações partidárias obterem o registro dos estatutos no TSE e para todos os candidatos terem domicílio eleitoral na circunscrição em que desejam disputar as eleições com a filiação deferida pelo partido. | Realizado |
| 15 de maio    | 15 de maio    | Início da campanha de arrecadação prévia de recursos na modalidade de financiamento coletivo para pré-candidatos, sem realização de pedidos de voto e obedecendo a regras relativas à propaganda eleitoral na Internet.                             | Realizado |
| 20 de julho   | 5 de agosto   | Realização de convenções partidárias para deliberar sobre coligações e escolher candidatos às prefeituras e aos cargos de vereador. Os partidos têm até 15 de agosto para registrar os nomes na Justiça Eleitoral.                                  | Realizado |
| 16 de agosto  | 16 de agosto  | Início das campanhas eleitorais de forma igualitária, podendo qualquer publicidade ou manifestação com pedido explícito de voto antes da data ser considerada irregular e multada.                                                                  | Realizado |
| 30 de agosto  | 3 de outubro  | Veiculação da propaganda eleitoral gratuita no rádio e na televisão. | Realizado |
| 6 de outubro  | 6 de outubro  | Realização do primeiro turno das eleições municipais. | Realizado |
| 11 de outubro | 25 de outubro | Veiculação da propaganda eleitoral gratuita no rádio e na televisão para o segundo turno. | Realizado |
| 27 de outubro | 27 de outubro | Realização de um eventual segundo turno nas cidades com mais de 200 mil eleitores em que o candidato a prefeito mais votado não tenha atingido a metade mais um dos votos válidos.                                                                  | Realizado |

## Candidatos
| Nº | Prefeito  | Prefeito         | Prefeito                      | Prefeito | Vice-prefeito | Vice-prefeito | Vice-prefeito      | Vice-prefeito | Vice-prefeito      | Coligação                                                                | Ref.               |
| Nº | Candidato | Candidato        | Partido Federação             | Cargos relevantes | Candidato     | Candidato     | Candidato          | Partido       | Cargos relevantes  | Coligação                                                                | Ref.               |
| -- | --------- | ---------------- | ----------------------------- | --- | ------------- | ------------- | ------------------ | ------------- | ------------------ | ------------------------------------------------------------------------ | ------------------ |
| 11 |           | Felício Laterça  | PP                            | - Delegado da Polícia Federal; - Deputado federal pelo Rio de Janeiro (2019–2023)                                       |               |               | Marcelo Fumão      | PP            | - Policial militar | Sem coligação                                                            | [ 7 ] [ 8 ]        |
| 12 |           | Dr. Aluízio      | PDT                           | - Deputado federal pelo Rio de Janeiro (2011–2012); - Prefeito de Macaé (2013–2020)                                     |               |               | Dr. Carlos Emir    | PDT           | - Cardiologista    | Sem coligação                                                            | [ 9 ] [ 10 ] [ a ] |
| 23 |           | Welberth Rezende | Cidadania Fed. PSDB Cidadania | - Vereador de Macaé (2017–2019); - Deputado estadual do Rio de Janeiro (2019–2020); - Prefeito de Macaé (2021–presente) |               |               | Fabiano Paschoal   | MDB           | - Advogado         | Juntos pelo Futuro de Macaé Fed. PSDB Cidadania (PSDB e Cidadania) e MDB | [ 12 ] [ 13 ]      |
| 40 |           | Danilo Funke     | PSB                           | - Vice-prefeito de Macaé (2013–2017)                                                                                    |               |               | Dr. Flávio Cesário | PSB           | - Oftalmologista   | Sem coligação                                                            | [ 10 ] [ 14 ]      |
| 70 |           | Fábio Passos     | Avante                        | - Sargento do Exército                                                                                                  |               |               | Marcus da Silva    | Avante        | - Vigilante        | Sem coligação                                                            | [ 15 ]             |

### Cancelamentos
- João Lemos (PL) – Empresário. Teve sua candidatura cancelada em 30 de julho durante a convenção do partido.[16]

## Pesquisas eleitorais
As pesquisas buscam analisar como seria o resultado da eleição se ela ocorresse no dia em que os dados dos entrevistados foram coletados, não tendo como objetivo pela porcentagem de confiança, prever o resultado final da eleição.
| Fonte            | Data(s) conduzida(s) | Amostragem | Rezende Cidadania | Júnior PDT     | Funke PSB | Laterça PP | Passos Avante | Abst. Indec. | Vantagem | Ref.          |    |    |   |    |     |        |
| ---------------- | -------------------- | ---------- | ----------------- | -------------- | --------- | ---------- | ------------- | ------------ | -------- | ------------- | -- | -- | - | -- | --- | ------ |
| Fonte            | Data(s) conduzida(s) | Amostragem | Ágora             | 19-20/Set/2024 | 506       | 75%        | 8%            | Abst. Indec. | Vantagem | Ref.          | 2% | 2% | – | 7% | 67% | [ 17 ] |
| 85%              | 9%                   | 3%         | Ágora             | 19-20/Set/2024 | 506       | 2%         | 1%            | [ b ]        | 76%      |               |    |    |   |    |     | [ 17 ] |
| Paraná Pesquisas | 15-18/Ago/2024       | 680        | 70,3%             | 10,7%          | 2,9%      | 0,7%       | 1,8%          | 13,6%        | 59,6%    | [ 18 ] [ 19 ] |    |    |   |    |     |        |

## Resultados
| Candidato a prefeito     | Candidato a prefeito          | Candidato a vice-prefeito               | Primeiro turno 6 de outubro de 2024 | Primeiro turno 6 de outubro de 2024 |
| Candidato a prefeito     | Candidato a prefeito          | Candidato a vice-prefeito               | Total                               | Percentagem                         |
| ------------------------ | ----------------------------- | --------------------------------------- | ----------------------------------- | ----------------------------------- |
|                          | Welberth Rezende (Cidadania)  | Fabiano Paschoal (MDB)                  | 111.953                             | 85,60%                              |
|                          | Dr. Aluízio (PDT)             | Dr. Carlos Emir (PDT)                   | 10.520                              | 8,04%                               |
|                          | Felício Laterça (PP)          | Marcelo Fumão (PP)                      | 4.023                               | 3,08%                               |
|                          | Danilo Funke (PSB)            | Dr. Flávio Cesário (PSB)                | 3.008                               | 2,30%                               |
|                          | Fábio Pereira Passos (Avante) | Marcus Vinicius Gomes da Silva (Avante) | 1.278                               | 0,98%                               |
| Total de votos válidos   | Total de votos válidos        | Total de votos válidos                  | 130.782                             | 130.782                             |
| Votos apurados           |                               |                                         |                                     |                                     |
| Votos válidos            | Votos válidos                 | Votos válidos                           | 130.782                             | 93,22%                              |
| Votos em branco          | Votos em branco               | Votos em branco                         | 3.487                               | 2,49%                               |
| Votos nulos              | Votos nulos                   | Votos nulos                             | 6.022                               | 4,29%                               |
| Total de votos apurados  | Total de votos apurados       | Total de votos apurados                 | 140.291                             | 140.291                             |
| Eleitores                |                               |                                         |                                     |                                     |
| Comparecimentos          | Comparecimentos               | Comparecimentos                         | 140.291                             | 75,34%                              |
| Abstenções               | Abstenções                    | Abstenções                              | 42.238                              | 76,86%                              |
| Total de eleitores aptos | Total de eleitores aptos      | Total de eleitores aptos                | 182.529                             | 182.529                             |
| Total de seções: 489     |                               |                                         |                                     |                                     |
| Fontes: TSE              |                               |                                         |                                     |                                     |